# Layton (Utah)
Layton é uma cidade localizada no estado norte-americano de Utah, no Condado de Davis.

## Demografia
Segundo o censo norte-americano de 2000, a sua população era de 58.474 habitantes.
Em 2006, foi estimada uma população de 62.716, um aumento de 4242 (7.3%).

## Geografia
De acordo com o United States Census Bureau tem uma área de
53,9 km², dos quais 53,6 km² cobertos por terra e 0,3 km² cobertos por água.

## Localidades na vizinhança
O diagrama seguinte representa as localidades num raio de 8 km ao redor de Layton.